# Celosia fleckii
Celosia fleckii är en amarantväxtart som beskrevs av Schinz. Celosia fleckii ingår i släktet celosior, och familjen amarantväxter. Inga underarter finns listade i Catalogue of Life.